# Ортис, Луис де
Луис де Ортис (исп. Luis de Ortiz) — испанский экономист и чиновник XVI века. Известный своей работой «Мемориал» (Memorial al Rey para que no salgan dineros de estos reinos de Españ) отправленной в 1558 году к Филиппу II.

## «Мемориал»
В его работе было изображено реальное положение государства и злободневные проблемы страны. Ортис пришёл к выводам, что в Испании наступает эпоха упадка, однако королевская власть может предотвратить его и восстановить величие государства. Главную причину упадка Ортис видел в неверной экономической политике, повлекшей за собой утечку денег из страны, рост цен и задолженность казны. Ортис также рассматривал и другие вопросы: состояние экономики в целом, способы понижения цен и увеличения доходов казны, проекты реформ налоговой системы и монастырского землевладения, укрепление позиций Испании в Средиземноморье с целью остановить натиск турок.
Он выдвинул ряд идей, близких к принципам меркантилизма и протекционизма. Ортис выступал за запрет вывоза из Испании американского золота и серебра с целью накопления капиталов и их вложения в экономику страны, переориентирование на производство готовой продукции вместо её импорта и запрет экспорта сырья, упразднить внутренние таможни, сделать налоги пропорциональными. Связывал социальные проблемы испанского общества с представлениями о «чистоте крови» и апологией воинских доблестей в ущерб физическому труду. Ортис выдвинул проект реформ в области образования и воспитания, призванных привить испанцам привычку и уважение к труду. Он считал, что нужно отменить законы, ущемлявшие ремесленников и ввести обязательное обучение ремёслам для всех детей, включая детей грандов.
Известно, что Филипп II рассмотрел предложения Ортиса, но ответил лишь на некоторые из них (в частности, об укреплении позиций Испании в Средиземноморье). «Мемориал» остался неизвестным современникам, но высоко оценён историками 2 половины XX века.

## Сочинения
- Memorial del Contador Luis Ortíz a Felipe II. — Madrid : Instituto de España, 1970.